# Big Top (videogioco)
Big Top è un videogioco a piattaforme per IBM PC (PC booter) creato da Michael Abrash e pubblicato da Funtastic nel 1983.
È un videogioco a piattaforme il cui design è ispirato al famoso Lode Runner. L'ambientazione di Big Top è di tipo circense, il "big top" è infatti il tipico tendone dei circo classico.

## Modalità di gioco
Il giocatore impersona uno dei clown del circo il cui scopo è raccogliere tutti i cappelli presenti nel livello. Per accentuare la tematica circense, i livelli vengono chiamati anelli. Altri tipi di diversi pagliacci rappresentano i nemici principali. Oltre a questi ultimi, ogni genere di ostacolo renderà difficile la vita del personaggio: barili rotolanti, vasche d'acqua, cannoni spara-proiettili, sono solo alcuni degli elementi dello scenario. Sin dai primi livelli le piattaforme sono estremamente piccole, ed è necessaria una grande precisione per attraversare i livelli alla ricerca dei cappelli, che spesso si trovano nascosti nelle aree dello scenario più difficili da raggiungere.